# Hypographa bathrosema
Hypographa bathrosema är en fjärilsart som beskrevs av Louis Beethoven Prout 1911. Hypographa bathrosema ingår i släktet Hypographa och familjen mätare. Inga underarter finns listade i Catalogue of Life.